# Șcerbakove, Krasnohvardiiske
Șcerbakove (în ucraineană Щербакове) este un sat în comuna Mareanivka din raionul Krasnohvardiiske, Republica Autonomă Crimeea, Ucraina.

## Demografie
Componența lingvistică a localității Șcerbakove
     Rusă (65,57%)
     Tătară crimeeană (17,65%)
     Ucraineană (16,61%)
Conform recensământului din 2001, majoritatea populației localității Șcerbakove era vorbitoare de rusă (65,57%), existând în minoritate și vorbitori de tătară crimeeană (17,65%) și ucraineană (16,61%).